# Monasterio de Xiropotamo
El Monasterio de Xiropotamo (Μονή Ξηροποτάμου) es un monasterio ortodoxo del Monte Athos, Grecia. Es el octavo monasterio de la jerarquía de los monasterios de la Montaña Sagrada y está situado en el camino entre la capital, Karyes, y el puerto de Dafni. 
El monasterio fue levantado a finales del siglo X por el monje Pavlos Xeropotaminos. Fue saqueado en varias ocasiones. Está dedicado a los Cuarenta Mártires que se celebra el 9 de marzo según el calendario gregoriano (el 22 de marzo según el calendario juliano).

## Reliquias
Entre las reliquias más importantes se encuentra la mayor pieza de la cruz de Cristo, así como un pequeño icono redondo de esteatita, conocido como el Disco de pulqueria.